# Panopea faujasi
Panopea faujasi is een uitgestorven tweekleppige uit de familie van de Hiatellidae. De wetenschappelijke naam van de soort werd in 1807 gepubliceerd door François Jean-Baptiste Ménard de la Groye.

## Vondsten
De soort werd aangetroffen in een fossielenrijke laag van de Monte Pulgnasco, iets ten noorden van Piacenza in Italië, en vernoemd naar Barthélemy Faujas de Saint-Fond, die Ménard de la Groye vergezelde bij zijn onderzoek in Italië, en op dat moment directeur was van het Parijse Muséum national d'histoire naturelle, waarvoor Ménard de la Groye werkte.